# Championnat d'Uruguay de rugby à XV 2014
Navigation
Primera División 2013 Primera División 2015
Le championnat d'Uruguay de rugby à XV 2014 appelé Primera División 2014 est une compétition de rugby à XV qui oppose les huit meilleurs des clubs uruguayens. La compétition commence le 5 avril 2014 et se termine le 15 novembre 2014.
Une phase finale recueille les quatre meilleurs clubs pour des demi-finales et une finale.

## Les clubs de l'édition 2014
Les huit équipes de la Primera División 2014 sont :
| - Carrasco Polo Club - Club Champagnat Rugby - Los Cuervos Rugby - Montevideo Cricket Club | - Old Boys & Old Girls Club - Old Christians Club - Pucaru Stade Gaulois - Trébol Rugby Club |

## Phase régulière

### Classement
| Rang | Club                | J  | V  | N | D  | Bo | Bd | Pm | Pe | Diff | Pts |
| ---- | ------------------- | -- | -- | - | -- | -- | -- | -- | -- | ---- | --- |
| 1    | Carrasco Polo       | 14 | 13 | 0 | 1  | 9  | 0  | 0  | 0  | 0    | 61  |
| 2    | Trébol              | 14 | 11 | 0 | 3  | 6  | 2  | 0  | 0  | 0    | 52  |
| 3    | Old Christians Club | 14 | 10 | 0 | 4  | 7  | 2  | 0  | 0  | 0    | 49  |
| 4    | Old Boys Club (T)   | 14 | 9  | 0 | 5  | 4  | 1  | 0  | 0  | 0    | 41  |
| 5    | Los Cuervos         | 14 | 6  | 0 | 8  | 1  | 2  | 0  | 0  | 0    | 27  |
| 6    | MVCC                | 14 | 3  | 1 | 10 | 1  | 3  | 0  | 0  | 0    | 18  |
| 7    | PSG                 | 14 | 1  | 1 | 12 | 2  | 1  | 0  | 0  | 0    | 9   |
| 8    | Champagnat          | 14 | 2  | 0 | 12 | 0  | 1  | 0  | 0  | 0    | 9   |

|  | Qualifiés pour les demi-finales (no 1, no 2)                 |
|  | Qualifiés pour les quarts de finale (no 3, no 4, no 5, no 6) |
|  | T : tenant du titre 2013                                     |

Attribution des points : victoire sur tapis vert : 5, victoire : 4, match nul : 2, défaite : 0, forfait : -2 ; plus les bonus (offensif : 4 essais marqués ; défensif : défaite par 7 points d'écart ou moins).

### Phase finale
|  | Quarts de finale            | Quarts de finale       |                       |                   | Demi-finales        | Demi-finales      |  |  | Finale           | Finale           |
|  | Quarts de finale            | Quarts de finale       |                       |                   | Demi-finales        | Demi-finales      |  |  | Finale           | Finale           |
|  |                             |                        |                       |                   |                     |                   |  |  |                  |                  |
|  | 25 octobre 2014             | 25 octobre 2014        |                       |                   | 1er novembre 2014   | 1er novembre 2014 |  |  | 15 novembre 2014 | 15 novembre 2014 |
|  | 25 octobre 2014             | 25 octobre 2014        |                       |                   | 1er novembre 2014   | 1er novembre 2014 |  |  | 15 novembre 2014 | 15 novembre 2014 |
|  | 25 octobre 2014             | 25 octobre 2014        | [2] Trébol Rugby Club | 13                |                     |                   |  |  | 15 novembre 2014 | 15 novembre 2014 |
|  | [3] Old Christians Club     | 32                     | [2] Trébol Rugby Club | 13                |                     |                   |  |  | 15 novembre 2014 | 15 novembre 2014 |
|  | [3] Old Christians Club     | 32                     | Old Christians Club   | 18                |                     |                   |  |  | 15 novembre 2014 | 15 novembre 2014 |
|  | [6] Montevideo Cricket Club | 7                      | Old Christians Club   | 18                |                     |                   |  |  | 15 novembre 2014 | 15 novembre 2014 |
|  | [6] Montevideo Cricket Club | 7                      | 1er novembre 2014     | 1er novembre 2014 | Old Christians Club | 10                |  |  |                  |                  |
|  | 25 octobre 2014             |                        | 1er novembre 2014     | 1er novembre 2014 | Old Christians Club | 10                |  |  |                  |                  |
|  |                             | Carrasco Polo Club     | 1er novembre 2014     | 1er novembre 2014 | 13                  |                   |  |  |                  |                  |
|  | [4] Old Boys Club           | Carrasco Polo Club     | 1er novembre 2014     | 1er novembre 2014 | 13                  | 17                |  |  |                  |                  |
|  | [4] Old Boys Club           | [1] Carrasco Polo Club | 32                    |                   |                     | 17                |  |  |                  |                  |
|  | [5] Los Cuervos Rugby       | [1] Carrasco Polo Club | 32                    | 16                |                     |                   |  |  |                  |                  |
|  | [5] Los Cuervos Rugby       | Old Boys Club          | 16                    | 16                |                     |                   |  |  |                  |                  |
|  |                             | Old Boys Club          | 16                    |                   |                     |                   |  |  |                  |                  |

#### Quarts de finale
| 25 octobre 2014 | Old Christians Club | 32 - 7 | Montevideo Cricket Club |  |
| 25 octobre 2014 |                     |        |                         |  |
| 25 octobre 2014 |                     |        |                         |  |

| 25 octobre 2014 | Old Boys Club | 17 - 16 | Los Cuervos Rugby |  |
| 25 octobre 2014 |               |         |                   |  |
| 25 octobre 2014 |               |         |                   |  |

#### Demi-finales
| 1er novembre 2014 | Trébol Rugby Club | 13 - 18 | Old Christians Club |  |
| 1er novembre 2014 |                   |         |                     |  |
| 1er novembre 2014 |                   |         |                     |  |

| 1er novembre 2014 | Carrasco Polo Club | 32 - 16 | Old Boys Club |  |
| 1er novembre 2014 |                    |         |               |  |
| 1er novembre 2014 |                    |         |               |  |

#### Finale
| 15 novembre 2014 | Carrasco Polo Club | 13 - 10 | Old Christians Club | Estadio Charrúa, Montevideo |
| 15 novembre 2014 |                    |         |                     | Estadio Charrúa, Montevideo |
| 15 novembre 2014 |                    |         |                     | Estadio Charrúa, Montevideo |